# Mathys AG
Die Mathys AG Bettlach (bis 2003 Mathys Medizinaltechnik AG) ist ein international tätiges Schweizer Medizinaltechnik-Unternehmen mit Hauptsitz im solothurnischen Bettlach. Das Unternehmen konzentriert sich seit 2003 ausschliesslich auf die Entwicklung, die Herstellung und den Vertrieb von Produkten für den Gelenkersatz und umfasst Implantate für Hüfte, Knie und Schulter sowie synthetisches Knochenersatzmaterial.

## Geschichte
Robert Mathys sen. (1921–2000) gründete 1946 eine Einmannfirma für die Entwicklung und Herstellung von Maschinen und Apparaten sowie Bestandteilen aus rost- und säureresistenten Spezialstählen; der Handelsregistereintrag datiert vom 1. Juni 1946. Im April 1958 traf Mathys den Schweizer Chirurgen und Gründer der AO Foundation Maurice Edmond Müller (1918–2009). Zusammen entwickelten sie in zwei Jahren unterschiedliche Werkzeugsets zur Knochenbruchbehandlung mittels Schrauben, Platten und Nägeln und so wurde am 9. Februar 1961 durch Maurice E. Müller das erste künstliche Hüftgelenk in Europa, eine Entwicklung von Robert Mathys, implantiert.
Die Zusammenarbeit zwischen Müller und Mathys wuchs stetig: So wurde 1963 der erste künstliche Hüftschaft geschaffen. Um die Studien über Kunstgelenke zu vertiefen, gründete Müller 1965 die Firma Protek AG. Als zweites Standbein – neben den Implantaten für die Osteosynthese – übernahm Mathys 1967 die Produktion der künstlichen Gelenke für die Protek AG. In den 1970er- und 1980er-Jahren wurden die unterschiedlichsten Implantate entwickelt, wodurch Mathys ein grosses Wachstum verzeichnete. So hatte Mathys 1981 über 400 Angestellte und das Sortiment beinhaltete 3149 unterschiedliche Produkte.
Am 13. März 1985 wurde die «Dr. h.c. Robert Mathys Stiftung für Forschung, Dienstleistung, Technologietransfer und die Ausbildungsförderung in der Medizinal- und Werkstofftechnik» gegründet, die unter anderem zum Zweck hat, dass die Forschung und Erbringung von Dienstleistungen, insbesondere Prüfleistungen in den Gebieten der Medizin- und Werkstofftechnik, und die Entwicklung und Herstellung von Medizin- und Pharmaprodukten gefördert werden.
Im Jahr 1988 wurde die von Maurice E. Müller gegründete Protek AG an Sulzer verkauft. Nichtdestotrotz produzierte Mathys bis 1996 für die neu entstandene Sulzer Medica die Implantate und Instrumente weiter. Ab 1996/1997 vermarktete Mathys seine Produkte selber und unter eigenem Namen. 2002 kaufte Mathys das deutsche Unternehmen Keramed, das seine eigene Keramik entwickelte und produzierte.
Die Familie Mathys beschloss im Sommer 2003 den Bereich Osteosynthese und damit rund 90 Prozent des Firmenvolumens an Synthes USA zu verkaufen. Gleichzeitig firmierte Mathys zur «Mathys AG Bettlach» um und konzentrierte sich auf die Herstellung von Hüft-, Knie- und Schulterprothesen und den Auf- und Ausbau der Tochtergesellschaften im Ausland. Mit Livio Marzo als Mitglied des Verwaltungsrates tritt 2008 die dritte Generation der Familie in das Unternehmen; er übernahm 2020 auch das Amt des Verwaltungsratspräsidenten. Ab 2012 fokussierte sich Mathys zudem auch im Bereich der Sportorthopädie.
Im Juni 2021 wurde Mathys von DJOglobal, einer Tochtergesellschaft der Colfax Corporation, übernommen.

## Produkte
Die Mathys AG Bettlach konzentriert sich primär auf die Entwicklung, Produktion und den Vertrieb von Produkten für den künstlichen Gelenkersatz. Produziert wird vorwiegend in der Schweiz (Bettlach, SO) aber auch in Deutschland (Mörsdorf/Thüringen). Die Leistungen des Unternehmens umfassen Implantate für Hüfte, Knie, Schulter sowie künstliches Knochenersatzmaterial und Produkte für die Sportmedizin.